# Lycomormium elatum
Lycomormium elatum är en orkidéart som beskrevs av Charles Schweinfurth. Lycomormium elatum ingår i släktet Lycomormium och familjen orkidéer.
Artens utbredningsområde är Peru. Inga underarter finns listade i Catalogue of Life.